# Termodinamica del non equilibrio
La termodinamica del non equilibrio è una branca della termodinamica che consiste nello studio di sistemi termodinamici dipendenti dal tempo, trasformazioni irreversibili e sistemi aperti; questa branca della termodinamica, in confronto con la termodinamica classica, ha più applicazioni pratiche in quanto attiene a fenomeni molto più frequenti dove sono presenti flussi, forze e produzioni di entropia.
Uno dei primi sistemi in non-equilibrio ad essere scoperto fu l'oscillatore chimico  Belousov-Zhabotinsky.

## Concetti base
Esistono molti esempi di sistemi stazionari non all'equilibrio, alcuni molto semplici, come un sistema confinato tra due termostati a differenti temperature o il classico flusso di Couette o ancora come un fluido compreso tra due pareti piane che si muovono in direzioni opposte e definiscono stati di non equilibrio alle pareti. Anche l'azione del laser è un processo termodinamico non all'equilibrio. Qui un'alta differenza di temperatura è mantenuta tra due gradi di libertà molecolare (con un laser molecolare, si valutano i moti vibrazionali e rotazionali). 
I meccanismi dei sistemi macroscopici dipendono dai valori delle  quantità estensive. Tutti i sistemi se non isolati interagiscono tra loro in modo permanente tramite i loro contorni, quindi si verificano inevitabili variazioni di quantità estensive. Le condizioni di equilibrio dei sistemi termodinamici sono collegate con la massima produzione di entropia Se l'unica quantità che può variare è l'energia interna, tutte le altre sono rigorosamente mantenute costanti; la temperatura è misurabile. Le proprietà di un sistema sono convenzionalmente descritte utilizzando il potenziale termodinamico energia libera di Helmholtz (A = U - TS), una trasformata di Legendre dell'energia. Se, dopo la variazione di energia, le dimensioni macroscopiche (volume) del sistema sono variate, si usa l'energia libera di Gibbs (G = U + PV - TS), dove le proprietà del sistema sono determinate dalla temperatura e dalla pressione.
I sistemi non all'equilibrio sono molto più complessi e possono subire variazioni di più quantità estensive. Le condizioni al contorno impongono loro particolari variabili intensive, come il gradiente di temperatura o movimenti distorti (vortici, etc), spesso chiamate forze termodinamiche. Se l'utilizzo dell'energia libera è molto utile nella termodinamica all'equilibrio, in condizioni di non equilibrio deve invece essere accantonata perché in queste condizioni non c'è una legge generale che definisca le proprietà dell'energia come la seconda legge della termodinamica per l'entropia nella termodinamica classica.
Ecco perché in questi casi dovrebbe essere considerata la trasformazione generalizzata di Legendre. Questa è l'estensione del potenziale di Massieu.
Per definizione l'entropia (S) è una funzione di un insieme di quantità estensive {\displaystyle E_{i}}. Ogni quantità estensiva ha una variabile intensiva coniugata {\displaystyle I_{i}}, quindi:
{\displaystyle I_{i}=\partial {S}/\partial {E_{i}}.}
Possiamo poi definire la funzione estesa di Massieu come segue:
{\displaystyle \ k_{b}M=S-\sum _{i}(I_{i}E_{i}),}
dove {\displaystyle \ k_{b}} è la costante di Boltzmann, da cui
{\displaystyle \ k_{b}\,dM=\sum _{i}(E_{i}\,dI_{i}).}
Le variabili indipendenti sono le intensità. 
Le intensità sono valori, validi per l'intero sistema. Quando i contorni impongono al sistema condizioni locali differenti (come differenze di temperatura), ci sono delle variabili intensive che ne rappresentano il valore medio e altre che ne rappresentano il gradiente o il valore massimo. Queste sono le forze termodinamiche che provocano flussi di variabili estensive attraverso il sistema.

## Flussi e forze
La fondamentale relazione della termodinamica
{\displaystyle dS={\frac {1}{T}}dU+{\frac {p}{T}}dV-\Sigma _{i=1}^{k}{\frac {\mu _{i}}{T}}dn_{i}}
esprime la variazione di entropia {\displaystyle dS} di un sistema in funzione delle quantità intensive temperatura {\displaystyle T}, pressione {\displaystyle p}  e {\displaystyle i^{th}} potenziale chimico {\displaystyle \mu _{i}} e dei differenziali delle quantità estensive energia {\displaystyle U}, volume {\displaystyle V} and {\displaystyle i^{th}} numero di particelle {\displaystyle n_{i}}.
Utilizzando {\displaystyle U}, {\displaystyle V} e {\displaystyle n_{i}} come basi delle quantità estensive, si può notare che le corrispondenti forze termodinamiche sono rispettivamente i  gradienti di {\displaystyle 1/T}, {\displaystyle p/T} e {\displaystyle \mu _{i}/T}.
In condizioni di stazionarietà, le quantità estensive sono costanti per definizione. 	
Possiamo quindi affermare che l'entropia del sistema è ugualmente costante. Tuttavia, secondo Ilya Prigogine ed altri, quando un sistema aperto può raggiungere uno stato stazionario, esso si organizza in modo da minimizzare la produzione totale di entropia. Infatti, la produzione di entropia non si verifica all'interno del sistema ma è situata ai contorni dove il sistema scambia le quantità estensive con l'esterno.
Le variabili intensive sono le  forze termodinamiche e provocano flussi delle associate quantità estensive; la formalizzazione delle relazioni tra flussi di quantità estensive e le variabili intensive rappresentate dai gradienti è un problema della meccanica statistica. I flussi ({\displaystyle J_{i}}) possono essere accoppiati e ciò è espresso dalle  equazioni di Onsager.

## Le relazioni di Onsager
In condizioni di regime dove ogni flusso è ridotto e dove le forze termodinamiche variano lentamente, ci sarà una  relazione lineare tra loro, parametrizzata da una matrice di coefficienti convenzionalmente denominati {\displaystyle L}:
{\displaystyle J_{i}=\sum _{j}L_{ij}\nabla I_{j}}
La seconda legge della termodinamica richiede che la matrice {\displaystyle L_{ij}} sia definita positiva (vedi definizione: Matrice definita positiva). Considerazioni di meccanica statistica riguardanti la reversibilità a livello microscopico implicano che la matrice {\displaystyle L_{ij}} sia simmetrica (vedi definizione: Matrice simmetrica). Per cui, in conclusione, la reversibilità dei processi a livello microscopico implica che la matrice {\displaystyle L_{ij}} sia simmetrica (relazioni reciproche di Onsager), ed appunto questa simmetria consiste nelle relazioni reciproche di Onsager.